# ۵۸۹ (قمری)
۵۸۹ (قمری)، پانصد و هشتاد و نهمین سال در گاهشماری هجری قمری است. اول محرم این سال برابر با چهاردهم ژانویه سال ۱۱۹۳ میلادی است.